# Aeropuerto Internacional de Adelaida
El Aeropuerto Internacional de Adelaida (del inglés: Adelaide Airport) (IATA: ADL, OACI: YPAD) es el principal aeropuerto de la capital de Australia Meridional, Adelaide y el quinto aeropuerto más ocupado de Australia. Este terminal sirvió a 6,7 millones de pasajeros en el 2007. Está ubicado adyacente a West Beach, a aproximadamente 6 kilómetros (3,7 mi) del centro de la ciudad. Es operado por la compañía privada Adelaide Airport bajo un arrendamiento a largo plazo del gobierno de Australia desde 1998.
Este aeropuerto fue construido en 1955, y en el 2005 se inauguraron nuevas renovaciones que incluyen un terminal para operaciones internacionales y nacionales. Este aeropuerto ha sido premiado como el segundo mejor aeropuerto internacional del mundo (5-15 millones de pasajeros) en 2006. Desde 2009 este aeropuerto sirve como hub para la aerolínea, Tiger Airways.

## Aerolíneas y destinos

### Destinos nacionales
| Aerolíneas                         | Destinos |
| ---------------------------------- | --- |
| Alliance Airlines                  | Chárter: Moomba, Olympic Dam |
| Jetstar                            | Brisbane, Cairns, Darwin, Gold Coast, Hobart, Melbourne, Perth, Proserpine (inicia 1 de septiembre de 2024), Sunshine Coast, Sídney                     |
| National Jet Express               | Chárter: Carrapateena, Perth, Port Augusta, Prominent Hill                                                                                              |
| Qantas                             | Brisbane, Melbourne, Perth, Sídney |
| QantasLink                         | Albury, Alice Springs, Brisbane, Canberra, Darwin, Kingscote, Melbourne, Mount Gambier, Newcastle, Port Lincoln, Townsville, Whyalla Estacional: Hobart |
| Rex Airlines                       | Brisbane, Broken Hill, Ceduna, Coober Pedy, Melbourne, Mount Gambier, Port Lincoln, Sídney                                                              |
| Virgin Australia                   | Alice Springs, Brisbane, Cairns, Canberra, Darwin, Gold Coast, Melbourne, Perth, Sídney Estacional: Hobart, Launceston                                  |
| Virgin Australia Regional Airlines | Perth |

### Destinos internacionales
| Ciudades por países    | Nombre del aeropuerto                    | Aerolíneas                                 | Aeronaves              | Frecuencias semanales |
| Asia                   | Asia                                     | Asia                                       | Asia                   | Asia                  |
| ---------------------- | ---------------------------------------- | ------------------------------------------ | ---------------------- | --------------------- |
| Catar                  |                                          |                                            |                        |                       |
| Doha                   | Aeropuerto Internacional Hamad           | Qatar Airways                              |                        |                       |
| Emiratos Árabes Unidos |                                          |                                            |                        |                       |
| Dubái                  | Aeropuerto Internacional de Dubái        | Emirates (reinicia 28 de octubre de 2024)  |                        |                       |
| Indonesia              |                                          |                                            |                        |                       |
| Denpasar               | Aeropuerto Internacional Ngurah Rai      | Batik Air Jetstar Airways Virgin Australia | B737 A321-251NXLR B737 |                       |
| Malasia                |                                          |                                            |                        |                       |
| Kuala Lumpur           | Aeropuerto Internacional de Kuala Lumpur | Malaysia Airlines                          | A330-323*              |                       |
| Singapur               |                                          |                                            |                        |                       |
| Singapur               | Aeropuerto Internacional Changi          | Singapore Airlines                         | B787                   |                       |
| Vietnam                |                                          |                                            |                        |                       |
| Ciudad de Ho Chi Minh  | Aeropuerto Internacional de Tan Son Nhat | VietJet Air                                | A3xx                   |                       |
| Oceanía                |                                          |                                            |                        |                       |
| Nueva Zelanda          |                                          |                                            |                        |                       |
| Auckland               | Aeropuerto Internacional de Auckland     | Air New Zealand                            | A32x                   |                       |
| Fiyi                   |                                          |                                            |                        |                       |
| Nadi                   | Aeropuerto Internacional de Nadi         | Fiji Airways                               | B737                   |                       |

### Carga

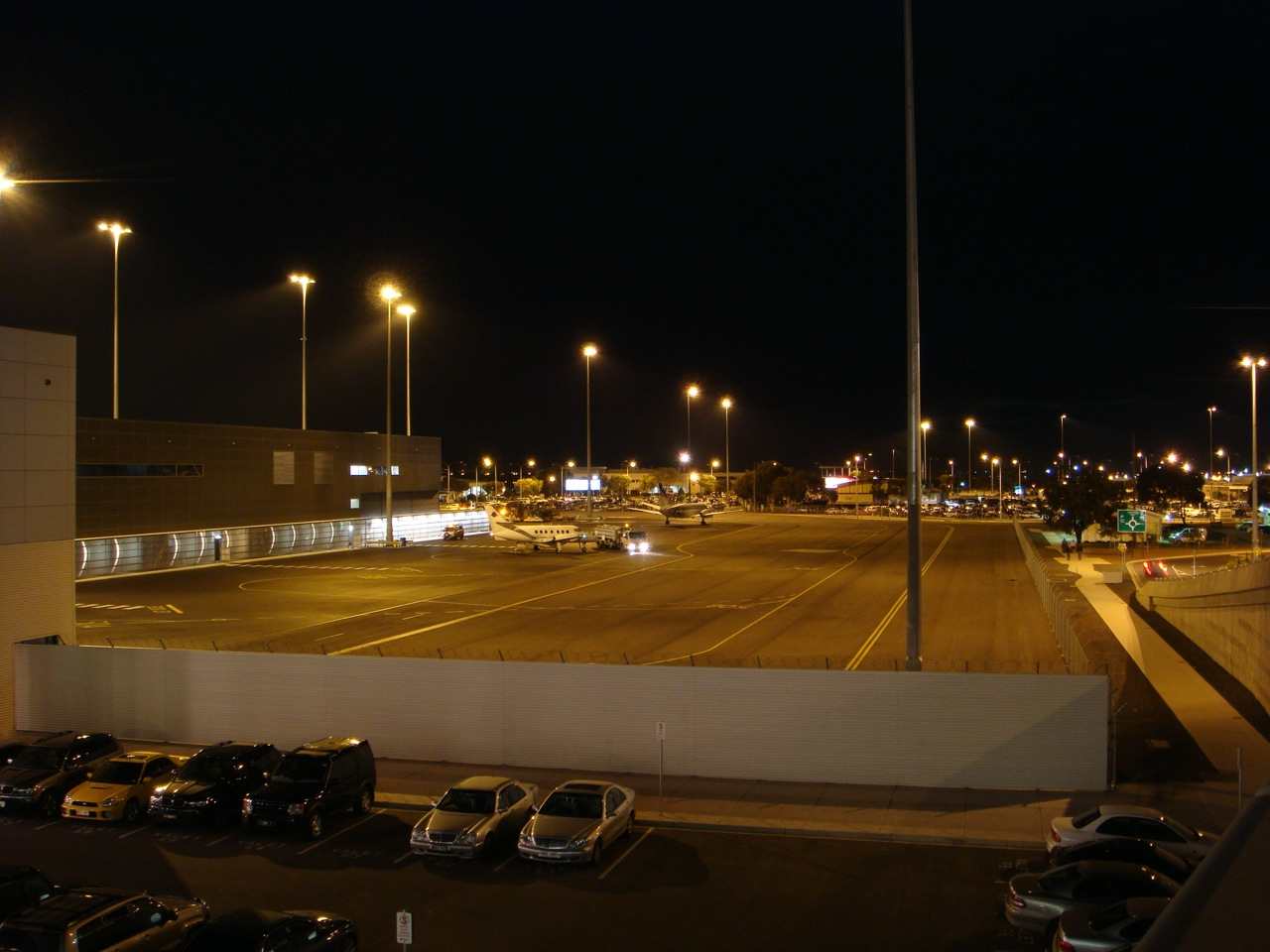
La plataforma de la terminal actual

| Aerolíneas                                | Destinos             |
| ----------------------------------------- | -------------------- |
| Australian Air Express operado por Cobham | Melbourne, Sídney    |
| Singapore Airlines Cargo                  | Singapur, Melbourne  |
| Toll Priority                             | Melbourne, Sídney    |
| Cathay Pacific Cargo                      | Hong Kong, Melbourne |

## Estadísticas
Ver fuente y consulta Wikidata.